# Амбуаз (замок)
Амбуа́зский за́мок (фр. château d'Amboise) — историко-архитектурный комплекс во Франции. Возвышается над Луарой в городе Амбуаз, департамент Эндр и Луара. Это один из замков Луары, который с 2000 года относится ко Всемирному наследию ЮНЕСКО, как часть «долины Луары от Сюлли-сюр-Луар до Шалонна».

## История
Первые укрепления на месте замка появились еще до нашей эры. Первую крепость на этой возвышенности отметили римские легионеры и сам Юлий Цезарь. Первым владельцем Амбуазского замка был анжуйский граф Фульк Нерра. В Средние века городом обладало могущественное семейство Амбуазов, которые отсюда контролировали важный брод через Луару. За Амбуаз шли местные войны между герцогом Анжуйским и графом Блуа. В начале 1430-х гг. владелец замка был обвинён в заговоре против короля, а его владения изъяли в казну. Крепость имела множество  защитных сооружений и неоднократно перестраивалась.
Нынешний трёхэтажный замок с циклопическими башнями по сторонам начал строиться в 1492 году по воле Карла VIII, который родился и умер в Амбуазе. Карл VIII решил из средневековой крепости сделать замок в стиле французской готики и элементами Возрождения. Приглашённые им для завершения работ итальянцы Доменико да Кортона и фра Джокондо первыми принесли во Францию архитектуру ренессанса. Сохранившаяся до наших дней часовня Святого Губерта являлась частью его дворцово-архитектурного комплекса и соединялась с готическим дворцом специальной галереей. В этой галерее произошел несчастный случай, повлекший смерть Карла VIII после удара головой о притолоку двери. Позже, эта "нехорошая" галерея была разрушена, как и окружающие ее рвы, но Часовня была сохранена и позже стала местом перезахоронения Леонардо да Винчи.  Были также снесены старые постройки, на месте которых сейчас находятся сады. Считается, что именно в Амбуазе появился первый за пределами Италии регулярный сад.
Франциск I вырос в Амбуазском замке, который принадлежал его матери Луизе Савойской, и благоволил ему более, чем Блуаской резиденции своего предшественника, Людовика XII. В 1515 году он поселил в имении Кло-Люсе (соединённом с замком подземным ходом) Леонардо да Винчи. Здесь он заканчивал «Джоконду», здесь же и умер в 1519 г. Похоронен художник был в коллегиальной церкви Сен-Флорентин, которую снесли в 1811 году.  При проведении археологических раскопок в 1863 году были найдены останки, как принято считать, Леонардо да Винчи. В 1874 году эти останки были перезахоронены в замковой часовне св. Губерта (годы постройки 1491—1496).
После смерти Франциска I в Амбуазе обосновался «молодой двор» Генриха II и Екатерины Медичи. Здесь росли их дети и невестка, Мария Стюарт. В 1560 году Гизы привезли в Амбуаз из Блуа молодого короля Франциска II, на которого планировалось нападение гугенотов (см. Амбуазский заговор). Здесь же над заговорщиками была учинена жестокая расправа.
Последующие французские монархи не проявляли интереса к Амбуазской резиденции. Людовик XIII подарил её своему брату Гастону, а Людовик XV — министру Шуазелю. Людовик XIV держал здесь под арестом Николя Фуке и герцога Лозена. В XIX веке здесь поселили пленённого Абд аль-Кадира.
В годы Французской революции значительная часть Амбуазского замка была уничтожена. Чтобы остановить процесс расхищения культурных сокровищ, Третья республика в 1872 году предоставила сохранившиеся части замка в распоряжение Орлеанского дома. В настоящее время им ведает фонд Людовика Святого во главе с Его высочеством графом Парижским.
Во время Второй мировой войны и оккупации Франции террасы замка использовались для расположения немецкой системы ПВО для отражения воздушных атак союзников. Причинение ущерба и характер повреждений в этот период выясняется по старым фотографиям замка..